# Lars William Öholm
Lars William Öholm, född 17 juli 1872 i Mörskom, död 6 februari 1944 i Helsingfors, var en finländsk kemist.
Öholm  var son till häradsdomaren Lars Magnus Öholm och Kristina Lovisa Nyström. Han gjorde till en början en insats inom folkbildningsarbetet (rektor för Borgå folkhögskola 1895–1900), men övergick därefter till naturvetenskapliga studier. Han var från 1903 docent i tillämpad fysik vid Helsingfors universitet, blev filosofie doktor 1907 och verkade som professor i  kemi 1914–1939. Han inrättade ett fysikaliskt-kemiskt laboratorium vid universitetet och reformerade den kemiska undervisningen.
Öholms forskning gällde främst elektromotoriska krafter samt särskilt elektrolyters diffusion.